# Berrichon de l'Indre
Pour les articles homonymes, voir Berrichon (homonymie).
Le berrichon de l'Indre est une race de mouton française. Les moutons sont présents depuis très longtemps dans le Berry, où ils ont pu être croisés au XVIIIe siècle avec des animaux mérinos. Elle s'est distinguée de la race berrichon du Cher au XIXe siècle, quand cette dernière a été croisée avec des races anglaises pour améliorer ses aptitudes bouchères quand le berrichon de l'Indre est resté fidèle à son type originel. C'est un mouton à la toison et la peau blanche, et à la conformation moyenne. Il produit une viande de qualité, et ses brebis sont prolifiques. Elle est aujourd'hui menacée et fait l'objet d'un programme de conservation. On compte environ 7 000 animaux aujourd'hui.

## Historique
L'origine exacte de la race berrichonne de l'Indre est mal connue. Par contre, on sait que l'élevage ovin est très ancien dans le Berry dont il est originaire, et qu'il représentait à une époque la principale source de revenu pour les éleveurs. Leur présence dans la région pourrait dater de l'époque gauloise selon certains écrits. On pense toutefois que la population qui peuplait alors la région était très différente de la race actuelle. Ainsi, dans la correspondance entre Catherine de Médicis et la duchesse de Guise, la première indique qu'après une chute de cheval, elle s'est retrouvée « marquée au nez comme les moutons du Berry ». Cette expression semble d'ailleurs assez courante autrefois, comme le souligne également André Sanson, ce qui laisse à croire que le phénotype des moutons de l'époque n'était pas entièrement blanc comme aujourd'hui.
Au XVIe siècle, des gravures représentant les moutons du Berry montrent des animaux à la laine longue et lisse, avec un toupet sur le front. Une autre description de l'abbé Cartier prête aussi aux moutons berrichons une toison fine tassée et frisée ressemblant à celle du Roussillon, et occupant le sommet de la tête. Ces indices laissent penser certains spécialistes que les populations de moutons locaux ont pu être croisées à cette époque avec des animaux mérinos venus d'Espagne, et qui avaient notamment été importés dans la région par M. de Perce à Chambord en 1752 ou par le marquis de Barbançois dans l'Indre en 1768. Ces importations ont certainement influencé les moutons locaux.
Au début du XIXe siècle, la laine connait une chute des cours, notamment à partir de 1825, et les animaux typés mérinos sont de moins en moins recherchés. Dès lors, les éleveurs du Berry importent des races bouchères venus d'Angleterre pour améliorer la conformation de leurs animaux, comme la southdown et la dishley. Tous les éleveurs n'entrent pas dans cette politique de croisements, et conservent inchangés leurs troupeaux de moutons berrichons bien adaptés à leur région. C'est ainsi que la population de mouton berrichons se scinde en deux rameaux. L'un, composé d'animaux améliorés par les croisements avec les races anglaises, aboutira sur le berrichon du Cher, tandis que l'autre, qui reste plus proche de la population d'origine, donnera le berrichon de l'Indre.
Depuis 1895, elle dispose d'un registre généalogique. Il existait alors deux souches, celle de Champagne et celle de Crevant, mais la seconde a depuis disparu. Les effectifs de la race ont connu une chute progressive tout au long du XXe siècle, et la race est aujourd'hui menacée. Un programme permettant de gérer la consanguinité des reproducteurs a été mis en place en 1985.

## Description

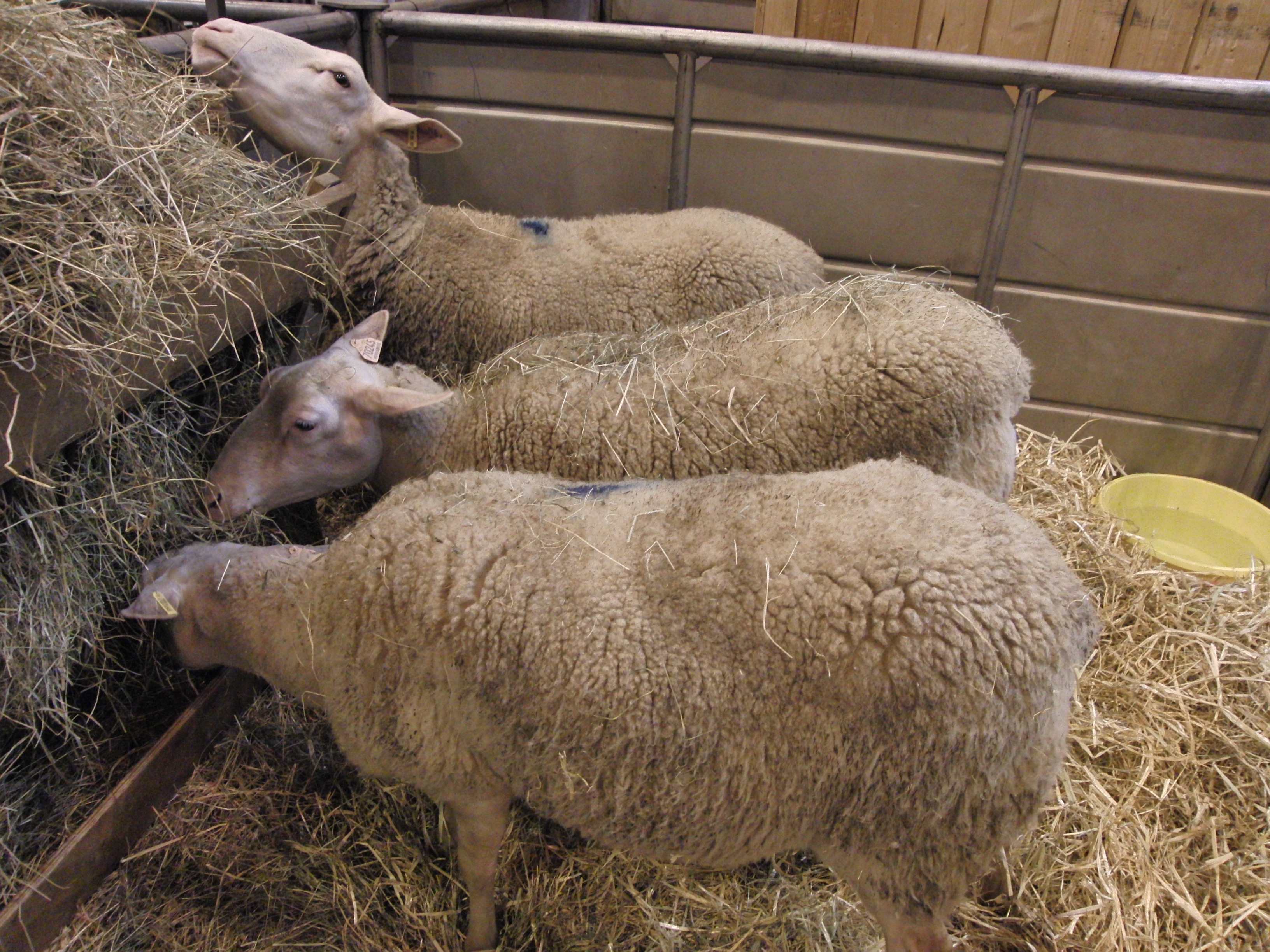
Moutons berrichons de l'Indre au salon de l'agriculture.

Le berrichon de l'Indre est une race de gabarit moyen. En effet, les brebis pèsent entre 60 et 70 kg et les béliers entre 80 et 110 kg. Elle a un cou assez long, qui se termine par une tête blanche fine et allongée, avec un profil légèrement busqué. Elle porte des oreilles de longueur moyenne, bien horizontales. Mâles et femelles sont dépourvus de cornes. Sa toison est blanche, et ne couvre pas la tête, ni les membres et le ventre. Elle pèse 1,5 kg chez la femelle et 2,5 kg chez le mâle avec des mèches assez courtes, et est composée d'une laine d'une finesse variant entre 24 et 27 microns. Le berrichon de l'Indre a une poitrine profonde, un dos bien musclé, une croupe large et longue et un gigot long et volumineux.

## Aptitudes
En conservant son type originel, le berrichon de l'Indre a conservé sa rusticité et son adaptation à son milieu d'origine. C'est un très bon marcheur, qui peut se contenter de fourrages grossiers et d'une alimentation frugale. Elles sont par contre peu précoces. Elle s'adapte facilement, même dans les lieux les moins propices comme les îles Kerguelen. Les brebis sont très prolifiques, avec en moyenne 1,7 agneau par brebis et par an. 
La race est intéressante pour sa production de viande de qualité. Elle a un rendement en viande nette d'environ 50 %, mais qui peut atteindre 52 % voire 55 %. La race a d'ailleurs été répertoriée dans la base de données de l'Arche du goût, parmi les produits alimentaires de qualité menacé d'extinction. Sa conformation est par contre moyenne et pourrait être améliorée.
Le berrichon de l'Indre produit également une laine de bonne qualité, certes moins fine que celle du mérinos qui peut tout de même être valorisée sans difficultés.

## Élevage
La brebis se désaisonne, permettant tout type de systèmes d'élevage. Ainsi, on rencontre par exemple des systèmes avec agnelage d'automne, et élevage en bergerie dans des systèmes intensifs, mais aussi des mises bas de fin d'hiver avec élevage des brebis en semi plein air et engraissement des agneaux en bergerie, ou encore des systèmes avec agnelages de printemps, et élevage en plein air ou semi plein air avec production d'agneaux d'herbe.

## Sélection
Le programme de conservation de la race mis en place par l'UPRA en 1984 s'appuie sur une gestion stricte des accouplements pour limiter la consanguinité. En effet, neuf « familles » d'animaux différentes ont été identifiées, et les béliers circulent d'une famille à l'autre suivant une règle stricte : ils doivent intégrer la famille qui leur est le moins apparentée. Pour gérer ces reproducteurs, le programme dispose d'un center d'élevage à Baugy. La base de sélection comporte environ 750 brebis.

## Diffusion
La berrichonne de l'Indre est née dans le département de l'Indre, ancienne province du Berry. Autrefois cantonnée à la Champagne berrichonne, la race a conquis l'Indre et quelques cantons limitrophes. Elle a même été exportée vers l'Allemagne, la Belgique, l'Afrique du nord et les îles Kerguelen.
Elle représente en 2005 une population d'environ 7 000 animaux dont 1 000 brebis et 50 béliers inscrite au programme de reproduction.